# Männliflue
Die Männliflue (Männlifluh) ist ein Berg in den Berner Voralpen.
Die Männliflue ist 2652 m ü. M. hoch und liegt am hinteren Ende des Diemtigtals.